# Eva-Maria Frank
Eva-Maria Frank, auch Eva Maria Frank, (* 11. Juni 1988 in Klagenfurt) ist eine österreichische Schauspielerin.

## Leben
Eva-Maria Frank studierte nach der Matura am Ingeborg-Bachmann-Gymnasium ab Oktober 2006 Schauspiel am Konservatorium Klagenfurt, das Studium schloss sie im Juni 2010 ab. Bei den Friesacher Burghofspielen stand sie 2009 als Hermia im Sommernachtstraum auf der Bühne. Von 2010 bis 2014 war sie wiederholt bei den Komödienspielen Porcia zu sehen, unter anderem als Annie in Anatol und sein Größenwahn, als Rosalie in Höllenangst, als Gelsomina in Die schwarze Köchin oder die Hochzeit von Caspar und Gelsomina, als Ruth Kelley in Mein Freund Harvey, als Nancy in Spiel's nochmal, Sam! und als Marceline in Die Liebesfessel. Weitere Engagements führten sie unter anderem an die Kleine Komödie Graz, ans Kabarett Niedermair, ans TTZ Graz, an die Neue Bühne Villach und ans Theater an der Effingerstrasse in Bern. 
Ab 2014 spielte sie am von Michael Niavarani gegründeten Globe Wien, so war sie etwa als Lady Anne in Die unglaubliche Tragödie von Richard III. und als Beatrice in Romeo und Julia – Ohne Tod kein Happy End zu sehen. 2016 spielte sie in Reset – Alles auf Anfang in der Inszenierung von Bernhard Murg die Rolle der Stephanie. Bei den Arbeiten zu Romeo und Julia lernte sie den Kabarettisten und Schauspieler Otto Jaus kennen, mit dem sie seitdem liiert und seit 2019 verheiratet ist.
2021 stand sie im Rahmen des Kultursommers Laxenburg von Intendant Adi Hirschal in Raumschiff oder das Drama des begabten Hundes auf der Bühne.

## Filmografie (Auswahl)
- 2011: Schlawiner (zwei Episoden)
- 2012: Meine Tochter, ihr Freund und ich
- 2014: Gute Zeiten, schlechte Zeiten (eine Episode)
- 2014: Traum(a) (Kurzfilm)
- 2016: Die Konkurrenz
- 2023: Landkrimi – Immerstill (Fernsehreihe)
- 2024: Pfau – Bin ich echt?